# 艾希貝格

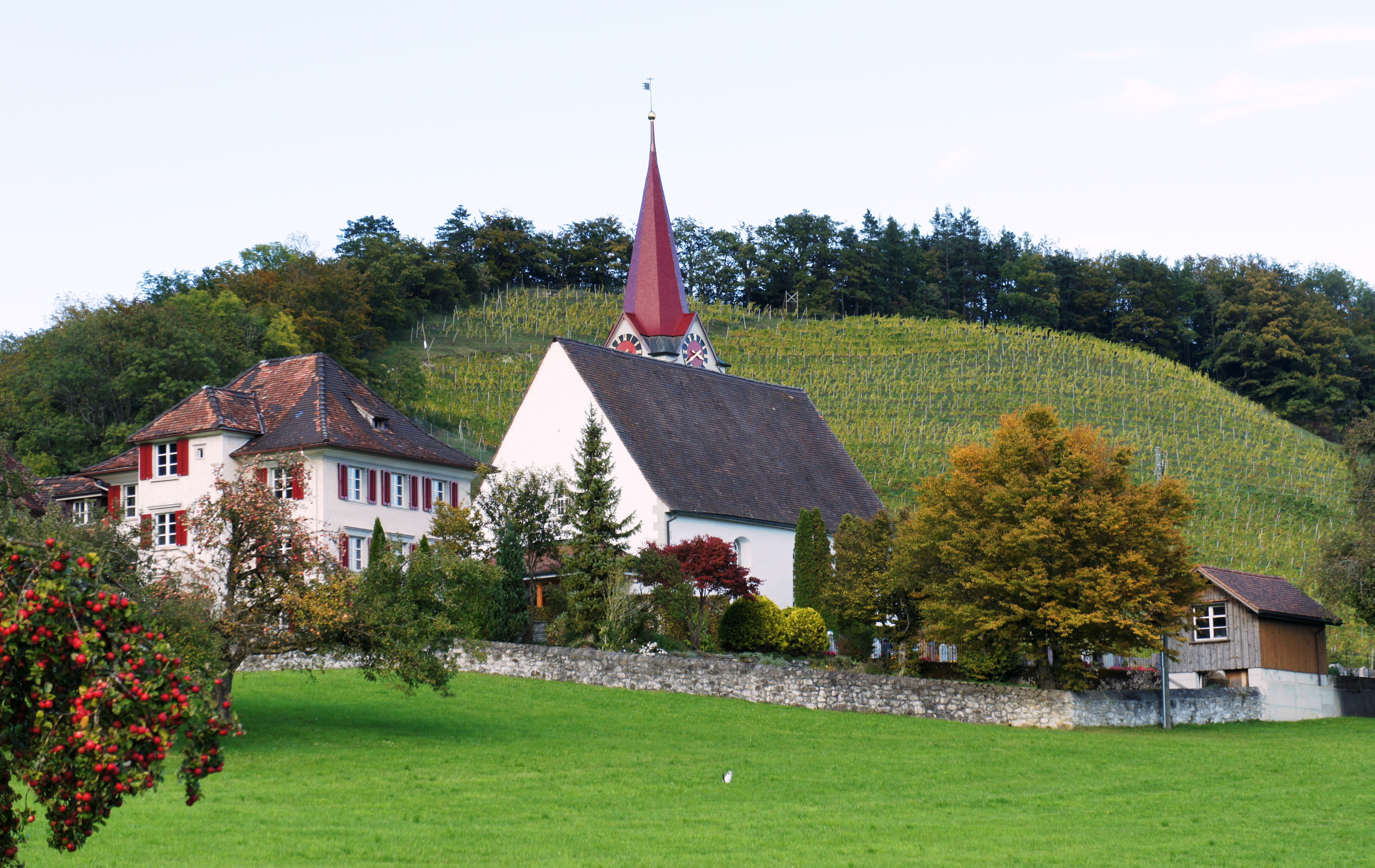

艾希貝格是瑞士的城鎮，位於該國東北部，由聖加侖州管轄，面積5.43平方公里，海拔高度500米，2011年人口1,481，四成人口信奉羅馬天主教，人口密度每平方公里273人。

## 外部連結
- Official website （页面存档备份，存于） （德文）